# Closterium
Closterium, rod parožina iz porodice Closteriaceae, dio reda Desmidiales. Postoji 208 priznatih vrsta, tipična je slatkovodna alga C. lunula
Žive u perifitonu kiselih, oligotrofnih jezera i ribnjaka; rijetko u eutrofičnoj okolini. Neke vrste su planktonske (C. aciculare)

## Vrste
1. Closterium abruptum West
2. Closterium acerosum Ehrenberg ex Ralfs
3. Closterium aciculare T.West
4. Closterium acuminatum Corda
5. Closterium acutum Brébisson
6. Closterium amblyonema Ehrenberg ex Ralfs
7. Closterium amphiceps C.-C.Jao
8. Closterium anguineum D.B.Williamson
9. Closterium angustatum Kützing ex Ralfs
10. Closterium angustum Hantzsch
11. Closterium annandalei P.J.Brühl & K.P.Biswas
12. Closterium antarcticum Ehrenberg
13. Closterium antiacerosum De Notaris
14. Closterium archerianum Cleve ex P.Lundell
15. Closterium arcuarium E.O.Hughes
16. Closterium arcus A.J.Brook & D.B.Williamson
17. Closterium areolatum H.C.Wood
18. Closterium arnoldianum Y.V.Roll
19. Closterium atomicum M.I.Claassen
20. Closterium attenuatum Ralfs
21. Closterium bacillum Joshua
22. Closterium baillyanum (Brébisson ex Ralfs) Brébisson
23. Closterium balatonicum Hortobágyi
24. Closterium bandericense Petkoﬀ
25. Closterium barbaricum M.I.Claassen
26. Closterium biclavatum Børgesen
27. Closterium bitangchoianum J.P.Keshri & D.Das
28. Closterium boyanum M.I.Claasen
29. Closterium braunii Reinsch
30. Closterium brunelii Bourrelly
31. Closterium bucharica I.A.Kisselev
32. Closterium caffrorum Claassen
33. Closterium calosporum Wittrock
34. Closterium capense Rabenhorst
35. Closterium capillare Delponte
36. Closterium ceratium Perty
37. Closterium chittagongianum A.K.Islam & Akter
38. Closterium claassenii Levanets
39. Closterium closterioides (Ralfs) A.Louis & Peeters
40. Closterium columbianum G.S.West
41. Closterium compactum Nordstedt
42. Closterium complanatum Delponte
43. Closterium concinnum T.Hinode
44. Closterium cornu Ehrenberg ex Ralfs
45. Closterium costatosporum Taft
46. Closterium costatum Corda ex Ralfs
47. Closterium crassestriatum W.Archer
48. Closterium crassum Rabenhorst
49. Closterium croasdaleae A.K.Islam
50. Closterium cylindrocystis Kützing
51. Closterium cymbellaeformis Claassen
52. Closterium cynthia De Notaris
53. Closterium cynthiiforme Van Westen & Coesel
54. Closterium dacchense A.K.Islam
55. Closterium decorum Brébisson
56. Closterium decussatum Kützing ex Ralfs
57. Closterium delpontei (Klebs) Wolle
58. Closterium dianae Ehrenberg ex Ralfs
59. Closterium didymotocum Corda ex Ralfs
60. Closterium directum W.Archer
61. Closterium eboracense W.B.Turner
62. Closterium ehrenbergii Meneghini ex Ralfs
63. Closterium elenkinii Kossinskaja
64. Closterium eriense Taft
65. Closterium evesiculatum P.W.Cook
66. Closterium exiguum West & G.S.West
67. Closterium exile West & G.S.West
68. Closterium flaccidum Delponte
69. Closterium forte E.A.Flint & D.B.Williamson
70. Closterium fulvum I.F.Lewis, C.Zirkle & R.Patrick
71. Closterium fusiforme F.Gay
72. Closterium gracile Brébisson ex Ralfs
73. Closterium groenbladii Cook
74. Closterium guyanense (Bourrelly & Couté) Coesel
75. Closterium hibernicum (West) A.J.Brook & D.M.Williamson
76. Closterium hirudo Delponte
77. Closterium hunanense C.-C.Jao
78. Closterium hutchinsonii M.F.Rich
79. Closterium idiosporum West & G.S.West
80. Closterium incurvum Brébisson
81. Closterium insolitum Claassen
82. Closterium intermedium Ralfs
83. Closterium jenneri Ralfs
84. Closterium johnsonii West & G.S.West
85. Closterium joostenii Van Westen & Coesel
86. Closterium juncidum Ralfs
87. Closterium karnakense Coesel
88. Closterium khasianum W.B.Turner
89. Closterium knysnanum Huber-Pestalozzi
90. Closterium kolhapurense N.D.Kamat
91. Closterium kranskopense Claassen
92. Closterium kuetzingii Brébisson
93. Closterium Kützingii Bréb.
94. Closterium lagoense Nordstedt
95. Closterium lanceolatum Kützing ex Ralfs
96. Closterium laterale Nordstedt
97. Closterium leibleinii Kützing ex Ralfs
98. Closterium limneticum Lemmermann
99. Closterium lineatum Ehrenberg ex Ralfs
100. Closterium littorale F.Gay
101. Closterium loktakense Brühl & Biswas
102. Closterium londaensis Bharati & Gonzalves
103. Closterium lunula Ehrenberg & Hemprich ex Ralfs - tipična
104. Closterium macilentum Brébisson
105. Closterium magnificum Playfair
106. Closterium maharastrense N.D.Kamat
107. Closterium malinvernianiforme Grönblad
108. Closterium malmei O.Borge
109. Closterium mamenchoanum J.P.Keshri & D.Das
110. Closterium manipurense Brühl & Biswas
111. Closterium manschuricum Skvortzov
112. Closterium medioleve W.Archer
113. Closterium methueni F.E.Fritsch
114. Closterium minutum Y.V.Roll
115. Closterium modesta Kant & P.Gupta
116. Closterium molle Playfair
117. Closterium moniliferum Ehrenberg ex Ralfs
118. Closterium monotaenium W.Archer
119. Closterium nasutum Nordstedt ex Wolle
120. Closterium navicula (Brébisson) Lütkemüller
121. Closterium nematodes Joshua
122. Closterium nordstedtii Chodat
123. Closterium nylandicum (Grönblad) A.J.Brook & D.B.Williamson
124. Closterium obtusangulum A.K.J.Corda
125. Closterium okaritoense E.A.Flint & D.B.Williamson
126. Closterium okavangicum Coesel & Van Geest
127. Closterium oncosporum Nordstedt
128. Closterium pakistanicum Masud-ul-Hassan, T.Rasool & M.Nizamuddin
129. Closterium paludosum Thunmark
130. Closterium paradoxum Wille
131. Closterium parvulum Nägeli
132. Closterium pegleri F.E.Fritsch
133. Closterium peracerosum F.Gay
134. Closterium planum E.O.Hughes
135. Closterium pleurodermatum West & G.S.West
136. Closterium porrectum Nordstedt
137. Closterium praegrande Rabenhorst
138. Closterium praelongum Brébisson
139. Closterium pritchardianum W.Archer
140. Closterium prolongum M.F.Rich
141. Closterium pronum Brébisson
142. Closterium pseudocostatum J.Stastný & F.A.C.Kouwets
143. Closterium pseudocynthia J.P.Keshri & D.Das
144. Closterium pseudoincurvum J.P.Keshri & D.Das
145. Closterium pseudokuetzingii D.B.Williamson
146. Closterium pseudoleibleinii M.I.Claassen
147. Closterium pseudolunula O.Borge
148. Closterium pseudonasutum C.-C.Jao
149. Closterium pseudopusillum Messikommer
150. Closterium pseudopygmaeum Kouwets
151. Closterium pulchellum West & G.S.West
152. Closterium pusillum Hantzsch
153. Closterium pygmaeum Gutwinski
154. Closterium quadrangulare A.K.J.Corda
155. Closterium ralfsii Brébisson ex Ralfs
156. Closterium ranunculi I.F.Lewis, C.Zirkle & R.Patrick
157. Closterium rectimarginatum A.M.Scott & Prescott
158. Closterium recurvum Prescott
159. Closterium regulare Brébisson
160. Closterium reticulatum J.P.Keshri & D.Das
161. Closterium rostratum Ehrenberg ex Ralfs
162. Closterium schweickerdtii Claassen
163. Closterium scoticum W.B.Turner
164. Closterium selenaeum Maskell
165. Closterium selenastroides Roll
166. Closterium semicirculare Willi Krieger & A.M.Scott
167. Closterium setaceum Ehrenberg ex Ralfs
168. Closterium sikkimicum J.P.Keshri & D.Das
169. Closterium siliqua West & G.S.West
170. Closterium sinense Lütkemüller
171. Closterium sinuosum D.B.Williamson
172. Closterium soroksariense M.Halász
173. Closterium sphaerosporum (G.S.West) A.J.Brook
174. Closterium spinosporum W.Hodgetts
175. Closterium spiraliforme Schroeder
176. Closterium strigosum Brébisson
177. Closterium striolatum Ehrenberg ex Ralfs
178. Closterium subbiclavatum Lacoste de Díaz
179. Closterium subcostatum Nordstedt
180. Closterium subcrassum W.B.Turner
181. Closterium subdecorum M.I.Claassen
182. Closterium subfusiforme Messikommer
183. Closterium subjuncidiforme Grönblad
184. Closterium sublagoense M.I.Claassen
185. Closterium sublanceolatum Woronichin
186. Closterium sublaterale Ruzicka
187. Closterium sublatifrons G.S.West
188. Closterium subrostratum Willi Krieger
189. Closterium subscoticum Gutwinski
190. Closterium subtile Brébisson
191. Closterium subulatum (Kützing) Brébisson
192. Closterium tacomense Prescott
193. Closterium tetractinium F.Gay
194. Closterium tortitaenioides Coesel
195. Closterium tortum B.M.Griffiths
196. Closterium toxon West
197. Closterium trabeculoides Corda
198. Closterium truncatum W.B.Turner
199. Closterium tumidulum F.Gay
200. Closterium tumidum L.N.Johnson
201. Closterium turgidum Ehrenberg ex Ralfs
202. Closterium validum West & G.S.West
203. Closterium variabile A.J.Brook
204. Closterium venus Kützing ex Ralfs
205. Closterium wallichii W.B.Turner
206. Closterium warmbadianum M.I.Claassen
207. Closterium wittrockianum W.B.Turner
208. Cosmarium nilssonii M.Lewin